# Condado de Hunt
O condado de Hunt é um dos 254 condados do estado norte-americano do Texas. A sede do condado é Greenville, e sua maior cidade é Greenville. O condado possui uma área de 2 284 km² (dos quais 106 km² estão cobertos por água), uma população de 76 596 habitantes, e uma densidade populacional de 35 hab/km² (segundo o censo nacional de 2000). O condado foi criado em 1846.